# 80 v. Chr.
Portal Geschichte | Portal Biografien | Aktuelle Ereignisse | Jahreskalender | Tagesartikel

◄ |
2. Jahrhundert v. Chr. |
1. Jahrhundert v. Chr. |
1. Jahrhundert |
►

◄ | 100er v. Chr. | 90er v. Chr. | 80er v. Chr. | 70er v. Chr. |
60er v. Chr. |
►

◄◄ | ◄ | 83 v. Chr. | 82 v. Chr. | 81 v. Chr. | 80 v. Chr. |
79 v. Chr. |
78 v. Chr. |
77 v. Chr. |
► |
►►
Staatsoberhäupter

## Ereignisse

### Politik und Weltgeschehen

#### Ägypten
Nach dem Tod des Pharaos Ptolemaios IX. regiert seine Gattin Kleopatra Berenike III. Ägypten einige Monate lang alleine. Allerdings wird sie nach rund sechs Monaten von den Alexandrinern – denen angeblich eine alleinige Frauenherrschaft nicht gefällt – dazu gebracht, ihren aus Rom herbeigerufenen Stiefsohn Ptolemaios XI. zu heiraten. Dieser lässt, wohl auf die Rückendeckung des römischen Diktators Sulla setzend, seine Gattin im Juni nach 18 oder 19 Tagen Ehe ermorden. Da die getötete Königin aber im Volk große Popularität genossen hat, wird Ptolemaios XI. kurz darauf von Mitgliedern einer Schutztruppe mit Einverständnis der zornigen Alexandriner im Gymnasium von Alexandria gelyncht und über ihn die damnatio memoriae verhängt. Danach machen die Alexandriner von ihrem alten Recht Gebrauch, ihren neuen Herrscher selbst zu wählen. Sie müssen allerdings schnell die Initiative ergreifen, da sich möglicherweise die Weltmacht Rom wieder einmischen könnte und auch die in Kilikien residierende Kleopatra Selene als wohl einziger legitimer, noch lebender Ptolemäerspross für ihre Söhne vom Seleukiden Antiochos X. Anspruch auf den ägyptischen Thron anmelden könnte. Da keine anderen männlichen Nachkommen eines Ptolemäerkönigs mehr leben, lassen die Alexandriner dem in Syrien weilenden Ptolemaios XII. durch Boten mitteilen, dass sie ihn zum neuen König wünschen. Der Umworbene nimmt die Wahl gerne an. Gleichzeitig wird sein Bruder Ptolemaios zum (von Ägypten unabhängigen) König von Zypern gekürt. Durch diese Herrschaftsteilung sollen wohl dynastische Machtkämpfe verhindert werden. Unter Sullas Führung unterlässt Rom vorläufig eine Einmischung in die ägyptische Königswahl. Dennoch besteht für Ptolemaios XII. ab Beginn seiner Herrschaft ständig die Gefahr, dass Rom sein Reich annektieren würde, da der 88 v. Chr. verstorbene Ptolemaios X. angeblich in seinem Testament die Weltmacht zum Erben Ägyptens eingesetzt hat.

#### Römisches Reich
- Marcus Minucius Thermus auf Lesbos nimmt Mytilēne ein.
- Sertorianischer Krieg bis 72 v. Chr.
- Pompeji wird römische Kolonie.

#### Gallien
- um 80 v. Chr.: Kelten gründen im Norden Galliens eine Siedlung mit dem Namen Durocorter.

### Wissenschaft und Technik
- Die am 5. Oktoberjul. in Ägypten gegen 20:05 Uhr beginnende Mondfinsternis fällt im ägyptischen Kalender auf den 24. Achet I. Das altägyptische Neujahrsfest am 1. Achet I beginnt mit Sonnenaufgang des 12. Septemberjul..[1]

## Geboren
- um 80 v. Chr.: Publius Cornelius Dolabella, römischer Politiker († 43 v. Chr.)
- um 80 v. Chr.: Fulvia, römische Patrizierin († 40 v. Chr.)
- um 80 v. Chr.: Lucius Marcius Philippus, römischer Politiker († nach 33 v. Chr.)

## Gestorben
- Kleopatra Berenike III., ägyptische Königin
- Mithridates III., König des Partherreiches
- Ptolemaios XI., ägyptischer Pharao